# Burgstall Knickhagen
Der Burgstall Knickhagen ist eine abgegangene Höhenburg (Hangburg) aus dem Mittelalter bei Knickhagen im Landkreis Kassel in Nordhessen (Deutschland).

## Geographische Lage
Die Burg Knickhagen stand in den Südausläufern des Reinhardswaldes in Knickhagen, einem heutigen Gemeindeteil von Fuldatal. Sie befand sich rund 600 m südsüdwestlich unterhalb der Kuppe des Steinkopfs (ca. 250 m ü. NHN) auf einem Hang oberhalb des Osterbachs an der Stelle des heutigen Dorffriedhofs (ca. 200 m). Vorbei führt der „Eco Pfad Kulturgeschichte Knickhagen-Wilhelmshausen“.

## Geschichte
Die Zeitstellung der Anlage ist ungeklärt, Urkunden nicht überliefert. Parallelen zur Burgenentstehung bei der Sicherung des Reinhardswaldes zur Karolingerzeit etwa im 8. bis 10. Jahrhundert werden gezogen. Eine Untersuchung am 7. und 8. Juli 1893, in der drei Schnittprofile angelegt wurden, ergab mittelalterliche Scherbenreste und schwarz-bräunliche Topfscherben, die vorgeschichtlicher Zeit zugeordnet wurden. Die in das Hessische Landesmuseum in Kassel verbrachten Funde wurden 1943 im Zweiten Weltkrieg durch Bombenangriffe zerstört.
Es ist nicht bekannt, wann die Burg aufgegeben, verlassen wurde und verfiel. Noch bis ins 19. Jahrhundert wurde die Burgstelle als „Königsberg“ erwähnt. Ein Fahr- oder Feldweg von dieser Stelle entlang dem Waldrand nach Osten heißt heute noch „Die Burg“.

## Anlage

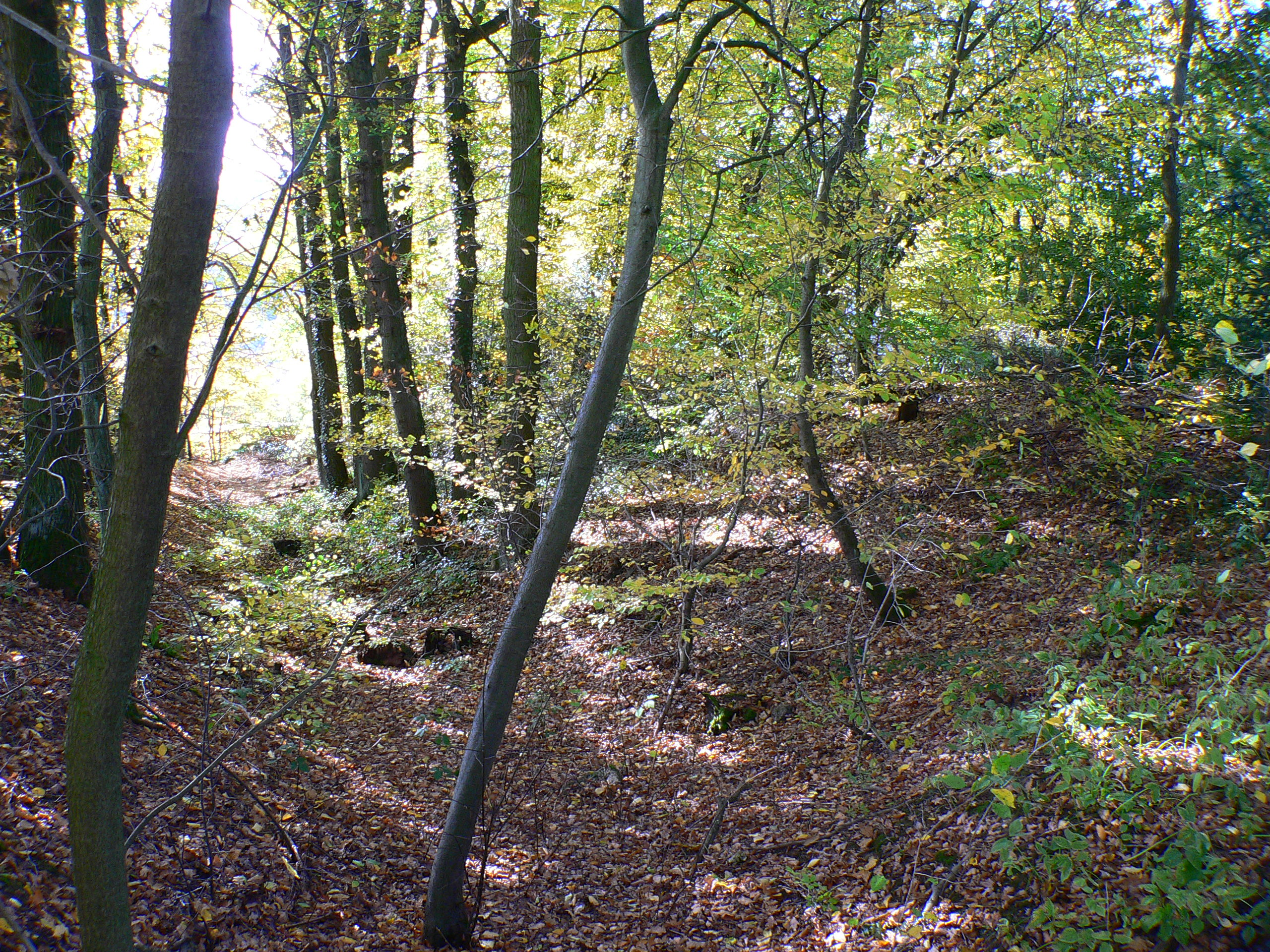
Wall und Graben

Die leicht trapezförmige Anlage war vermutlich nach allen Seiten von einem Wallsystem mit Spitzgraben geschützt. Heute ist der Burgstall nur noch über die Erhöhung und den östlichen Wall- und Grabenrest sichtbar. Ein weiterer vorgelagerter Abschnittswall im Osten ist im Gelände noch zu erahnen. Die übrigen Teile der Wallanlage wurden durch Sandabbau und Wegebau zerstört. Nord- und Westflanke waren zusätzlich durch natürliche Steilhänge zum Osterbach zu geschützt, der den Burgstall in westlicher Tallage in einem Bogen umfliesst. Im Süden wird der ursprüngliche Zugang zur Anlage vermutet, ob dabei auch der Vorwall den südlichen Teil sicherte, lässt sich nicht mehr erkennen. Da Untersuchungsschnitte nur in den Wallbereichen angelegt wurden, sind keine Aussagen über eine innere Bebauung möglich.